# Jelićka
Jelićka (szerbül: Јелићка), falu Bosznia-Hercegovinában, Bosanska krajina területén, Prijedor községben, a Szerb Köztársaságban. 

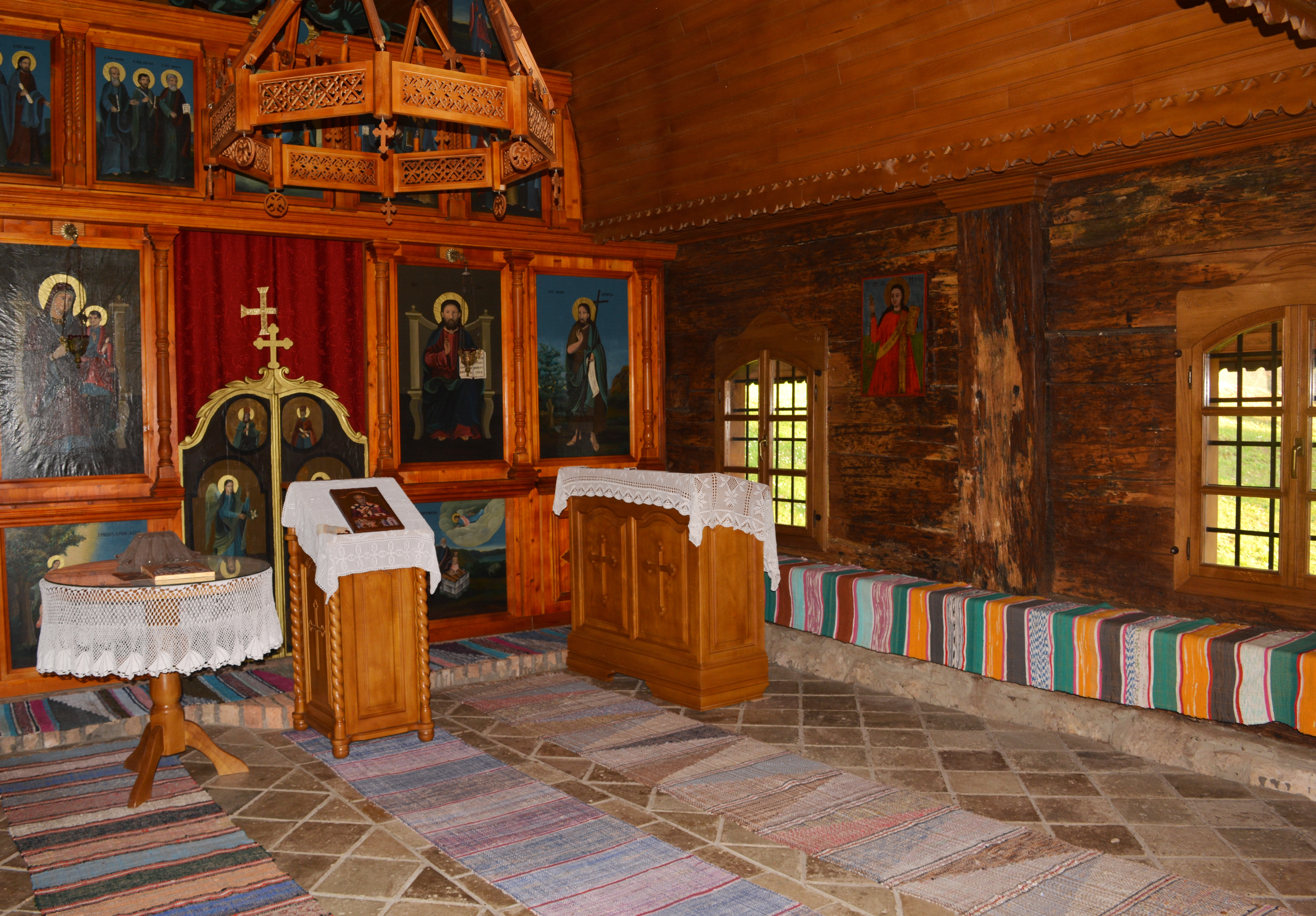
A templombelső

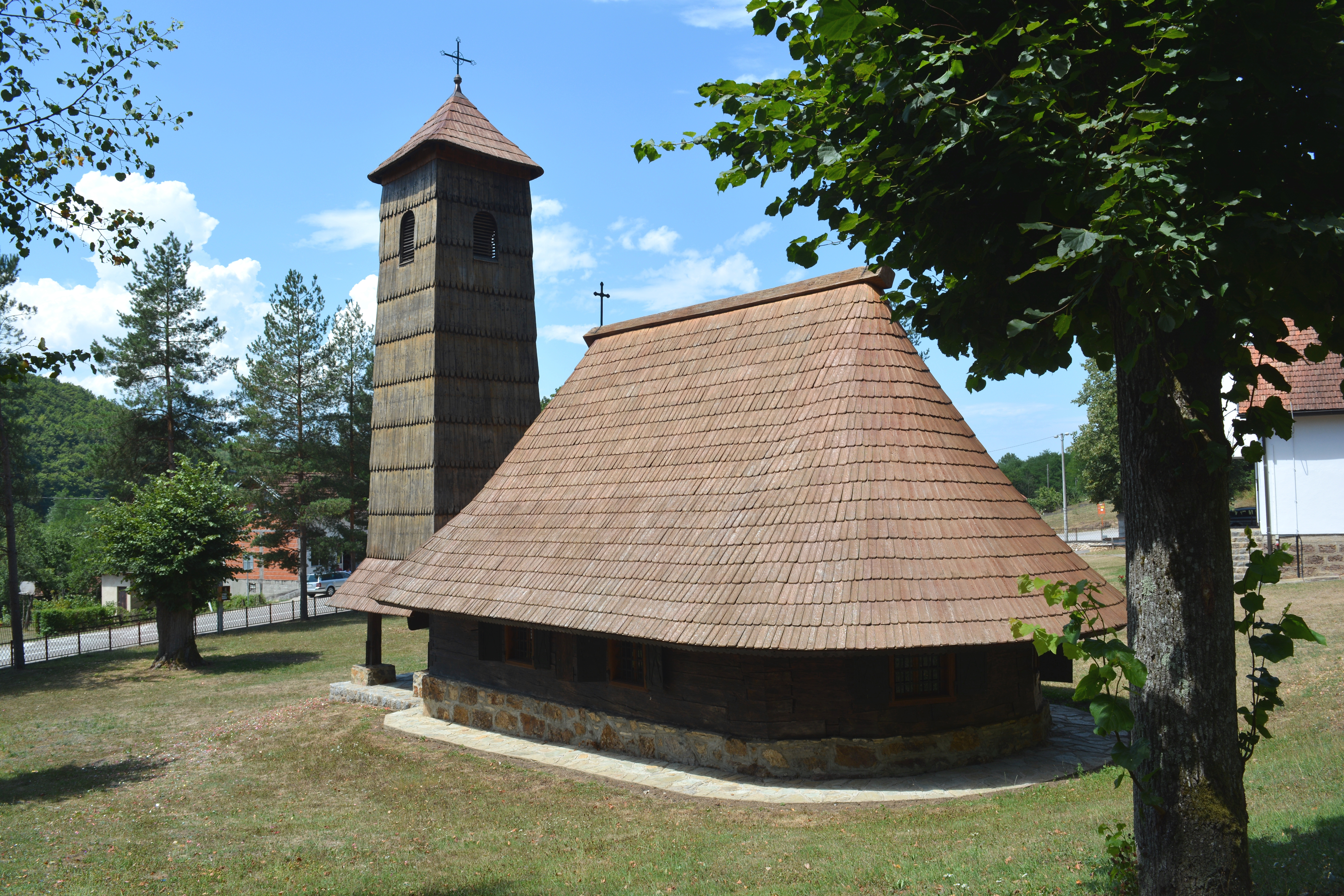

## Fekvése
Bosznia-Hercegovina északnyugati részén, Banja Lukától légvonalban 22, közúton 33 km-re nyugatra, községközpontjától légvonalban 24, közúton 35 km-re délkeletre, 170 – 300 méteres tengerszint feletti magasságban, a Gomjenica-folyótól két oldalt elterülő dombvidéken fekszik. Több településrészből áll.

## Népessége
| Nemzetiségi csoport | Népesség 1991 | Népesség 2013 |
| ------------------- | ------------- | ------------- |
| Szerb               | 686           | 374           |
| Bosnyák             | 0             | 0             |
| Horvát              | 1             | 0             |
| Jugoszláv           | 1             | 1             |
| Egyéb               | 2             | 3             |
| Összesen            | 690           | 378           |

## Története
A régészeti leletek tanúsága szerint területén már az őskorban erődített település állt a területén, mely a bronzkorban és a vaskorban volt lakott.
A Timar-mező régi templomáról tanúskodik a szarajevói egyházi múzeumban őrzött, 1699-ből származó írásos emlék, melyben Timar Niko nevű papját említik. 1742-ben pedig megemlítik Lazo és Damjan timari papokat is. Később egy gomionicai szerzetes írt Timar falu Gavro Stojnić nevű papjáról, a 19. század során pedig számos feljegyzés említ jelićkai papokat. Mindez egy itteni élénk egyházi életről tanúskodik.
A 19. század második felében Jelićinek hívott település 1878-ig tartozott az Oszmán Birodalomhoz, ekkor a berlini kongresszus határozata alapján az Osztrák-Magyar Monarchia része lett. 1910-ben a Prijedori járáshoz tartozó településen 116 háztartást, 709 ortodox, 1 görög katolikus és 1 muszlim lakost találtak.
A monarchia szétesésével 1918-ban előbb a Szerb-Horvát-Szlovén Királyság, majd 1929-től a Jugoszláv Királyság része. 1921-ben a községnek 126 háztartása és 664 lakosa volt. Jugoszlávia megszállása után a falu a Független Horvát Állam (NDH) része lett. 
1945-től a település a szocialista Jugoszlávia része volt, 1963-ig Omarska községhez tartozott. A boszniai háború idején a település a Boszniai Szerb Köztársaság része volt. A daytoni békeszerződést követő területfelosztásnál a település Prijedor község részeként a Szerb Köztársaság területéhez került.

## Nevezetességei
- Jelićka faházas pravoszláv temploma, amelyet Szent Miklós ereklyéinek átadásának ünnepére szenteltek, a Gomjenica-patak mentén elterülő, Timar nevű hatalmas mező szélén épült. A néphagyomány szerint a templom három évig épült. Az építtető a prijedori Jovo Čanak volt. A templom építésének dátumát nyugat felől a bejárati ajtó fölé vésett 1841-es évszám bizonyítja.[8] A régi gerendavázas templom fatetejének tönkremenetele miatt 1978-ban új tető készült. A belső tér részletes felújítására 2010-ben került sor, amikor többek között új ikonosztázt készítettek, az ikonokat restaurálták, valamint a kórus számára kialakított kisebb galériát is felújították. A jelićkai faházas templomot 2005 májusában Bosznia-Hercegovina nemzeti műemlékévé nyilvánították.[9] A templom egyhajós, keleti oldalán a szentély, nyugati homlokzata előtt pedig harangtorony található.

- A régi faházas templom mellett 1965 és 1991 között ugyanilyen titulusú új templomot építettek.

- Purišića gradina - őskori erődítmény maradványai egy földnyelven találhatók. A keleti és nyugati oldalon meredek hegyoldal, az északi oldalon pedig sánc és védőtumulus, míg a déli oldalon egy kisebb védőtumulus védte. A szakemberek szerint a bronzkorban és a vaskorban volt használatban.[4]

## Fordítás
- Ez a szócikk részben vagy egészben  a   Crkva brvnara u Jelićkoj című bosnyák Wikipédia-szócikk ezen változatának fordításán alapul.  Az eredeti cikk szerkesztőit annak laptörténete sorolja fel. Ez a jelzés csupán a megfogalmazás eredetét és a szerzői jogokat jelzi, nem szolgál a cikkben szereplő információk forrásmegjelöléseként.